# Basilique de la Merci de Barcelone
La basilique Notre-Dame-de-la-Merci-et-Saint-Michel-Archange espagnol : basílica de Nuestra Señora de la Merced y San Miguel Arcángel ; catalan : basílica de la Mare de Déu de la Mercè i Sant Miquel Arcàngel), ou simplement basilique de la Merci, est une église de style baroque située dans le Quartier Gothique de Barcelone. Elle a été construite entre 1765 et 1775, étant l'oeuvre de l'architecte catalan José Mas Dordal. Elle est consacrée à la Vierge de la Grâce comme patronne du diocèse de Barcelone, et est une des églises les plus représentatives de la Cité Comtale.

## Histoire et description
L'actuelle église est élevée sur le site d'une ancienne église médiévale, bâtie entre 1249-1267, agrandie en style gothique aux XIVe – XVe siècles.
L'église actuelle est de style baroque, avec une façade typique de la Contre-Réforme.
L'intérieur se signale par sa monumentalité, avec son décor en style rococo, composé de riches revêtements en marbre et stuc. La précieuse image de la Mère de Dieu de la Merced est une œuvre gothique de 1361, attribuée au sculpteur Pere Moragues.
En 1918 l'église a reçu le titre de basilique mineure, attribué par le pape Benoît XV.
En 2018 ont été célébrés les 800 ans de la fondation de l'Ordre de la Merced.

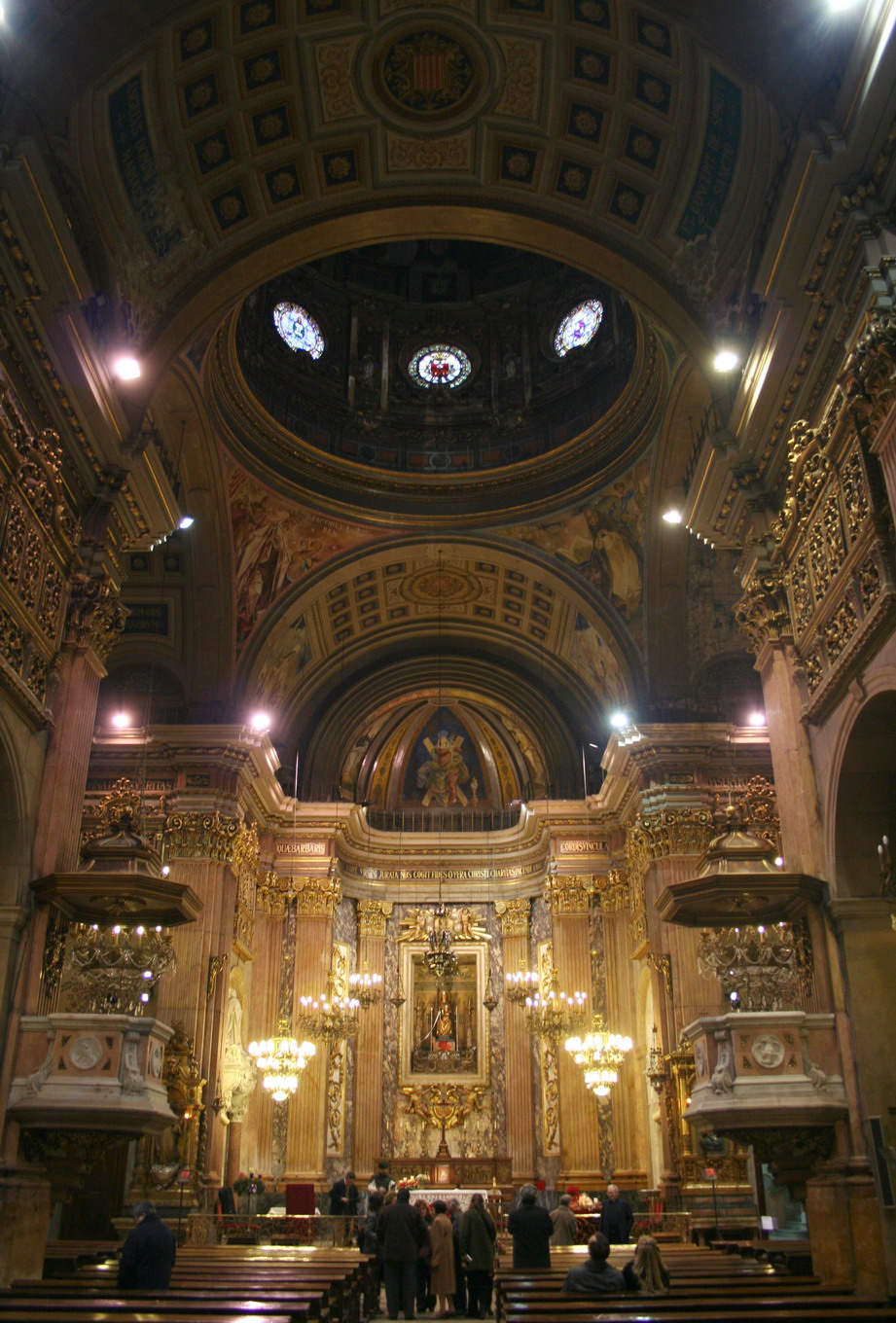
Intérieur de la basilique.
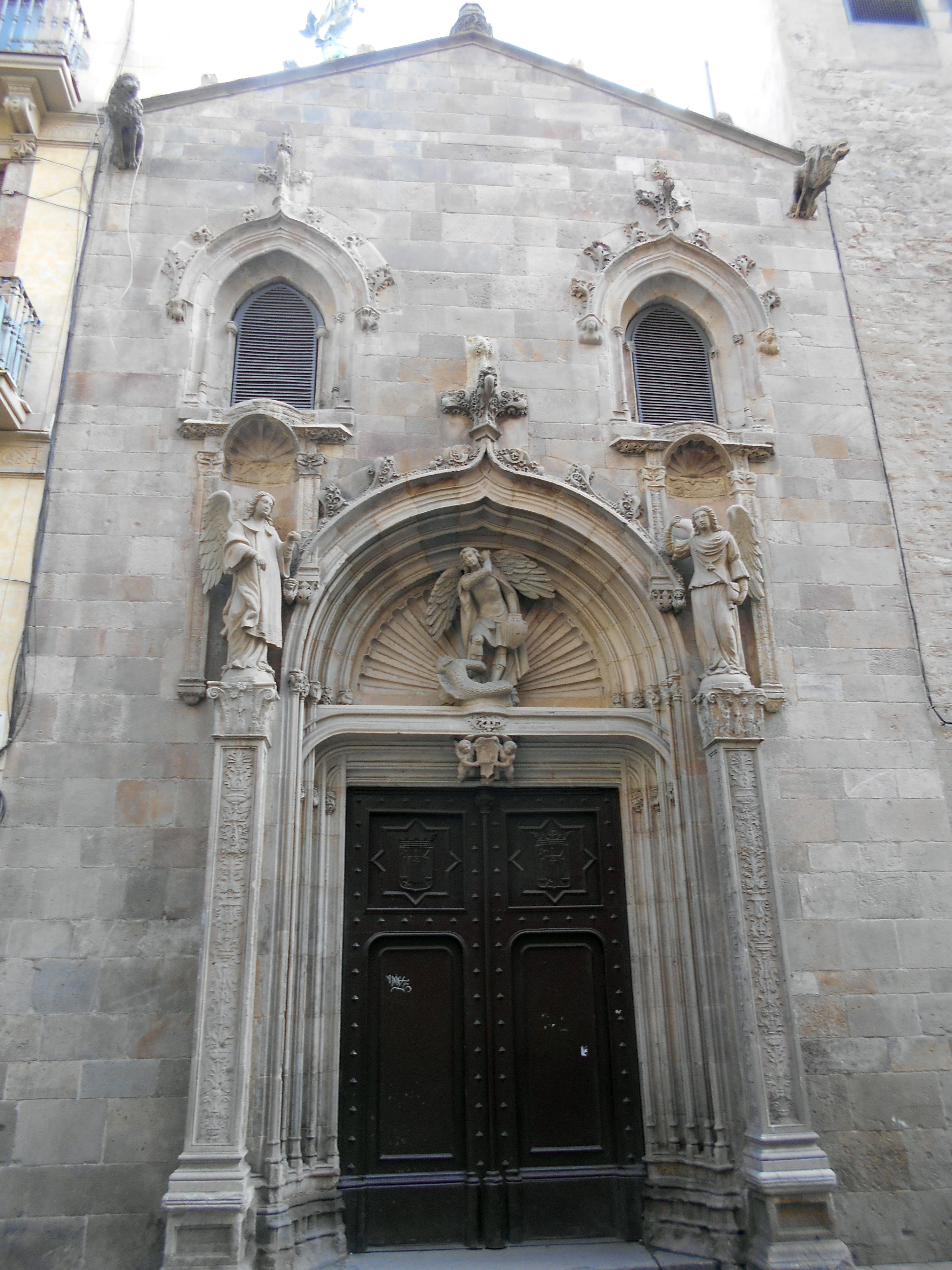
Porte de la façade latérale, transférée de la disparue église gothique de San Miguel.

## Source de traduction
- (es) Cet article est partiellement ou en totalité issu de l’article de Wikipédia en espagnol intitulé « Basílica de la Merced (Barcelona) » (voir la liste des auteurs).